# Parroquia de Nuestra Señora de los Dolores (Dolores Hidalgo)
La Parroquia de Nuestra Señora de los Dolores es una parroquia católica ubicada en la ciudad mexicana de Dolores Hidalgo en el estado de Guanajuato. Fue el lugar donde el cura Miguel Hidalgo dio el llamado Grito de Dolores, evento que da inicio a la Guerra de Independencia de México.

## Arquitectura
La parroquia está construida en estilo barroco churrigueresco, la portada del imafronte mide 30 m de altura, edificada en cantera rosa y profusamente decorada, destacando la imagen de la crucifixión bajo la cual se encuentra la Virgen en su advocación de La Dolorosa. Las torres laterales miden 45 m de altura y en sus porciones superiores son de cantera rosa labrada. El atrio funcionó hasta 1859 como cementerio.
El interior tiene una planta en forma de cruz latina estando el crucero cubierto por una cúpula. A los costados de la nave mayor existen varios altares de estilo neoclásico; en los extremos del transepto se encuentran dos retablos de madera de nogal tallada de estilo churrigueresco, uno dedicado a la Virgen de Guadalupe y el otro a San José, el primero está dorado mientras que el segundo se aprecia al natural. El altar mayor se encuentra en la cabecera, fue construido en 1871, de estilo compuesto con la Santa Patrona de la ciudad colocada en el nicho superior debajo del ábside.
En palabras de César Fernando Aguayo, director del Archivo Histórico de la ciudad:

La fachada de la Parroquia es una composición barroca, en pleno estilo estípite, lo que indica que corresponde al siglo XVIII; y donde el remate de la fachada muestra precisamente a la Virgen Dolorosa, vestida a la usanza barroca.

## Historia

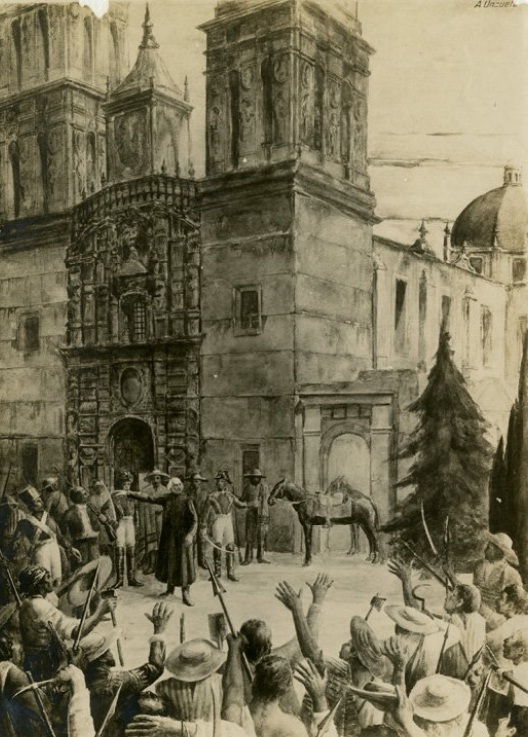
Grito de Dolores

La parroquia fue fundada por el cura Álvaro de Ocio y Ocampo en un terreno comprado a la Sra. María de la O, se colocó la primera piedra el 2 de febrero de 1712, siguiéndose la obra sin interrupción hasta finalizarla en 1778. El costo total fue de doscientos cincuenta mil pesos.
El Grito de Dolores es considerado el acto que dio inicio a la guerra de Independencia de México. Según la tradición, consistió en el llamado que el cura Miguel Hidalgo y Costilla, en compañía de Ignacio Allende y Juan Aldama, hizo a sus feligreses con el fin de que se levantaran en armas contra la Nueva España en la mañana del 16 de septiembre de 1810, para lo cual tocó la campana de la parroquia del Pueblo de Dolores.

## Galería
|               |
| Vista general |

|         |
| Fachada |

|                               |
| Nuestra Señora de los Dolores |

|       |
| Reloj |

|            |
| Nave mayor |

|                             |
| Vista interior de la cúpula |

|                                   |
| Retablo de la Virgen de Guadalupe |

|                     |
| Retablo de San José |

|                           |
| Cúpula desde calle México |

|                |
| Vista nocturna |